# Crușeț
Crușeț es una comuna ubicada en el distrito de Gorj, Rumania.

## Superficie
Cuenta con una superficie de 86,22 kilómetros cuadrados.

## Demografía
Hasta 2021 la población era de 3048 habitantes, con una densidad de población de 35,35 habitantes por kilómetro cuadrado.